# Автандил Джорбенадзе
Автандил Христофорович Джорбенадзе (груз. ავთანდილ ჯორბენაძე; 23 лютого 1951, с. Чібаті, Грузинська РСР, СРСР — 17 травня 2024) — колишній Державний міністр Грузії.

## Життєпис
До вступу в політику працював лікарем, а пізніше — офіцером КДБ.
У 1992 став міністром охорони здоров'я. Залишив уряд наступного року, втім невдовзі знову повернувся на посаду міністра охорони здоров'я.
У 1999 отримав пост міністра соціального забезпечення, а наступного року — міністра праці. Коли президент Едуард Шеварднадзе розпустив уряд, Джорбенадзе отримав пост голови уряду у грудні 2001.